# Skuggodlat kaffe
Skuggodlat kaffe är kaffe för försäljning som odlas i halv‑ eller helskugga under skuggträd, vilket är kaffebuskarnas ursprungliga, naturliga habitat. De olika arterna av kaffe är känsliga för temperatur, nederbörd, jordmån, solljus och altitud. Förhållandena behöver vara de rätta inom ganska snäva gränser för god skörd. Sedan 1970‑talet har växtförädlare tagit fram soltåliga sorter av kaffe, så att behovet av skuggodling minskat. I flera länder som Etiopien finns dock fortfarande en betydande skuggodling av kaffe. Sådant kaffe har en marknad som ett ekologiskt och miljövänligt alternativ. Till skillnad från de monokulturer som är vanligast i jordbruk (inklusive monokulturer av soltolerant kaffe) har traditionella skuggträdsodlingar en stor biologisk mångfald.

## Skuggträd i litteraturen
I en av 1900‑talets mest uppmärksammade svenska romaner, Höknatt av Sven Fagerberg, har skuggträd en framträdande plats som en symbol för de livsbefrämjande krafterna i huvudpersonens, Mårtens, inre.
| ”                                                                                           | Lika utlämnad var han nu åt skuggträden. Han hade inte ens vetat att de fanns, och att kaffebusken inte trivdes i solen var en nyhet för honom. Man började sin odling med att plantera snabbväxande träd, skuggträd, som när de blivit tillräckligt stora gav kaffeplantorna det skydd de behövde för att kunna växa. Mårten vandrade genom vidsträckta fält av skuggträd, och uppe från berget såg han dem täcka marken bort till horisonten. Hela tiden fram till den katastrof som skulle inträffa bredde skuggträden ut sina kronor i hans tankar. | „ |
| – Sven Fagerberg, Höknatt sidan 193 och Torsten Rönnerstrand, Fagerbergs Höknatt, sidan 30. | |   |